# Schrijvertjes
Schrijvertjes (Gyrinidae) zijn een familie van kevers die leven op en in het water. Het is de enige groep van kevers die snel kan zwemmen op het wateroppervlak. Schrijvertjes behoren tot de groep van de Adephaga, zijn allemaal vleesetend en leven van kleine diertjes. Ook de larven zijn carnivoor.
De familie Gyrinidae is voor het eerst wetenschappelijk beschreven in 1810 door Latreille. De familie telt ongeveer 700 verschillende soorten. Alle soorten zijn sterk aan het waterleven aangepast en allemaal komen ze alleen voor in zoet water. De familie is over de gehele wereld verspreid.
Schrijvertjes komen voor in groepen en zwemmen in bogen rond op het water. Ondanks de grote aantallen weten ze elkaar feilloos te ontwijken. Schrijvertjes zwemmen daarbij met het middelste en achterste pootpaar; de langere voorpoten zijn voor grijpen ingericht. De samengestelde ogen zijn in tweeën gedeeld, zodat aan beide zijden van de kop één helft van het oog zich onder water bevindt en de andere helft erboven.
De kevertjes zijn zeer snel en kunnen vlug onder water duiken om zich te verstoppen. Ze zijn dan ook met de hand bijna niet te vangen. Krijgt men ze toch te pakken, dan scheiden zij een vloeistof af die bijzonder onaangenaam van smaak is. Bij verstoring zoeken schrijvertjes hun heil in de diepte, waar zij ook de nacht en ongunstige tijden doorbrengen.

## Naamgeving
Schrijvertjes worden in de Nederlandse taal ook wel draaikevers of draaikevertjes, draaitorren, schrijvers en tuimelkevers genoemd. Ze danken hun naam aan de karakteristieke manier van zwemmen, waarbij de kevers zich in draaiende bewegingen over het wateroppervlak bewegen. Wat hierbij opvalt zijn hun snelheid en het feit dat ze meestal in groepen voorkomen, maar elkaar nauwkeurig weten te ontwijken.
In andere talen wordt eveneens vaak verwezen naar de manier van zwemmen, zoals het Duitse Taumelkäfer (tuimelkevers), het Franse tourniquets (draaiers) en het Engelse whirligig beetles (draaiende kevers).

## Verspreiding en habitat
Een aantal soorten schrijvertjes komt vrijwel wereldwijd voor, andere soorten hebben een meer lokale verspreiding. In Europa komen ze voor tot nabij de noordpoolcirkel. In België en Nederland komt ongeveer een dozijn aan soorten voor.
De meeste soorten leven in stilstaande of langzaam stromende wateren zoals sloten, rivierarmen, langs de oevers van meren, in vennen en kleinschalige plassen in moerassen. In tijdelijke wateren komen ze niet voor, omdat daarin geen prooien te vinden zijn. Snelstromend water of wateren die bloot staan aan de wind zijn meestal ongeschikt als leefgebied. In stromend of golvend water kunnen ze niet goed zwemmen en dus geen voedsel vinden, omdat het wateroppervlak te veel beweegt.
Als uitzondering hebben soorten uit het geslacht Orectochilus juist een voorkeur voor snelstromend water. Deze soorten mijden zonlicht en zijn 's nachts of bij slecht weer actief op het water. Ze verstoppen zich overdag in onderwaterplanten of overhangende vegetatie. De meeste waterkevers hebben zich aangepast op een leven op stromend water (lentisch) óf juist stilstaand water (lotisch). De schrijvertjes komen in beide watertypen voor.
- Geelgerande draaitor (Aulonogyrus concinnus)
- Aulonogyrus striatus
- Kaal beekschrijvertje (Gyrinus aeratus)
- Kustschrijvertje (Gyrinus caspius)
- Gyrinus colymbus
- Gyrinus dejeani
- Gyrinus distinctus
- Plasschrijvertje (Gyrinus marinus)
- Klein schrijvertje (Gyrinus minutus)
- Schrijvertje (Gyrinus natator)
- Gyrinus opacus
- Groot schrijvertje (Gyrinus paykulli)
- Gyrinus pullatus
- Slootschrijvertje (Gyrinus substriatus)
- Gyrinus suffriani
- Gyrinus urinator
- Harig schrijvertje (Orectochilus villosus)

In de uitklapbare tabel rechts zijn alle achttien soorten die in Europa voorkomen weergegeven. In Nederland komen twaalf soorten voor, voornamelijk uit het geslacht Gyrinus. In België komen elf soorten voor, alleen Gyrinus colymbus is wel in Nederland aangetroffen maar niet in België. Deze soort wordt in Nederland niet beschouwd als inheems, maar als een periodiek aangetroffen soort.
Het harig schrijvertje (Orectochilus villosus) leeft als enige in stromend water zoals bij waterkeringen, in tegenstelling tot de andere soorten.

## Uiterlijke kenmerken

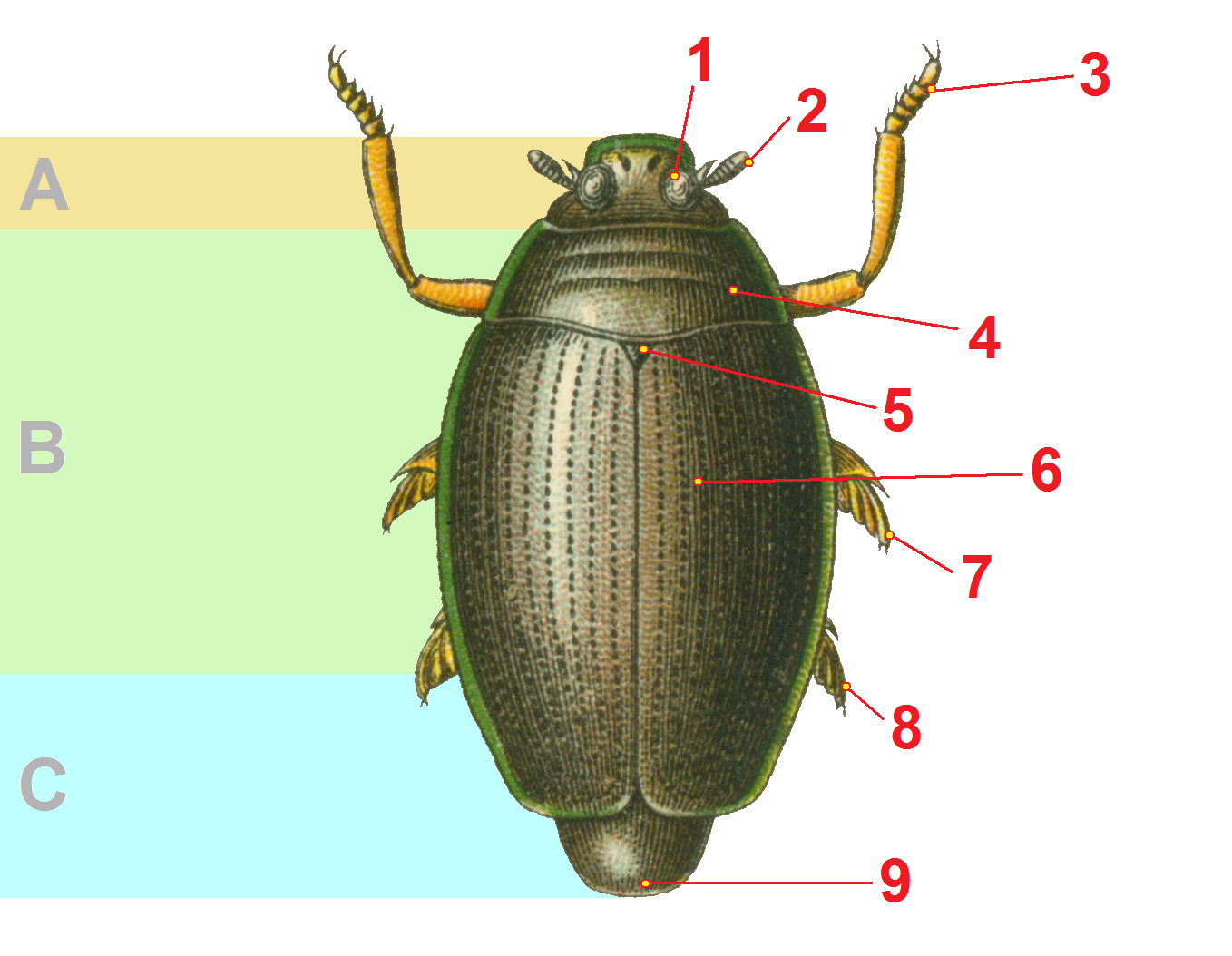
Belangrijkste lichaamsdelen van een schrijvertje.

Schrijvertjes zijn kleine kevertjes die een donker, glanzend lichaam hebben en een ovale lichaamsvorm. De lichaamslengte varieert van ongeveer 3 tot 15 millimeter. De grotere soorten komen uit het geslacht Dineutus en worden 9 tot 15 millimeter lang. De soorten uit het geslacht Gyretes bereiken een lichaamslengte van 3 tot 5 mm. In westelijk Europa behoren de meeste soorten tot het geslacht Gyrinus, dergelijke soorten worden ongeveer 4 tot 7 millimeter lang. Spanglerogyrus albiventris is de enige soort uit het geslacht Spanglerogyrus en is met een lengte tot 3 millimeter de kleinste soort.
De belangrijkste lichaamsdelen bestaan uit de kop of cephalon (A), het borststuk of thorax (B) en het achterlijf of abdomen (C). De ogen (1) zijn in twee delen gedeeld, een deel aan de bovenzijde en een deel aan de onderzijde van de kop. De antennes (2) zijn relatief kort. De voorpoten (3) zijn relatief lang, in tegenstelling tot de middelste (7) en achterste (8) poten. Het borststuk wordt beschermd door het halsschild, het achterlijf door de dekschilden (6). Tussen de dekschilden is het scutellum gelegen aan de voorzijde. Aan de achterzijde van het lichaam is de achterlijfspunt (9) gelegen.

### Kop
De kop is niet afgesnoerd van het lichaam en is deels onder het halsschild gelegen. Schrijvertjes hebben een volledig op hun levenswijze aangepaste kop, wat zich uit in kenmerken die afwijken van die van alle andere kevers. Op de afbeelding links zijn de verschillende delen van de kop en de aangelegen delen weergegeven. De ogen bestaan uit tientallen kleine individuele oogjes, die ommatidieën worden genoemd. Het geheel wordt met samengesteld oog aangeduid. De ogen van schrijvertjes hebben een unieke aanpassing, ze zijn namelijk verdeeld in een bovenste (dorsaal) en een onderste (ventraal) deel hoewel deze oorspronkelijk uit twee ogen zijn ontstaan. Het geheel wordt aan de bovenzijde onderbroken door de scapus of antennebasis.

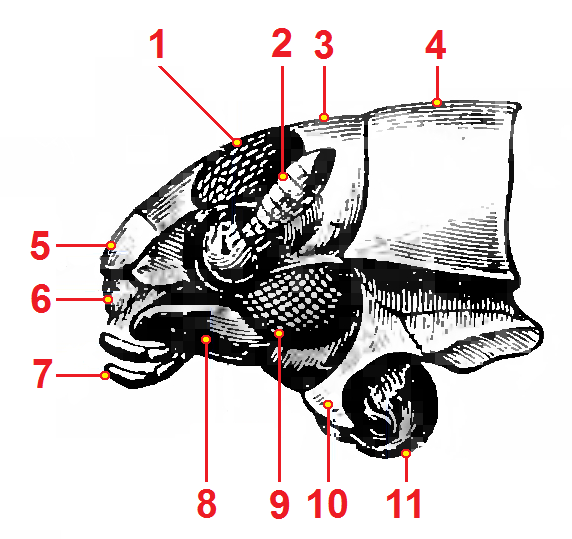
Delen van de kop van een schrijvertje.

De ogen zijn duidelijk zichtbaar, vooral het bovenste deel (1). De dorsale ogen liggen relatief ver uit elkaar aan de zijkanten van de kop. Het bovenste ogenpaar is wat verder naar de voorzijde van de kop geplaatst. Het bovenste deel van de ogen dient om boven water uit te kijken naar vijanden boven water en de onderste ogen (9) dienen om onder water te zien. De waterfilm valt buiten het blikveld. Voor het waarnemen van bewegingen in het bovenste laagje van het water worden de gespecialiseerde antennes gebruikt.
De antennes (2) zijn aan de voorzijde van de kop gepositioneerd. Ze zijn gesegmenteerd, ook wel geleed genoemd, en hebben altijd elf of minder segmenten. De soorten uit het geslacht Orectochilus hebben acht tot elf segmenten, veel andere groepen hebben een vast aantal van negen segmenten. De meeste andere kevers hebben antennes met veel meer geledingen.
De antennebasis is duidelijk veel groter dan de andere antennedelen en is sterk verdikt. De pedicel is het tweede antennelid en draagt een soort driehoekige schacht die tegen de antenne gelegen is. De functie van deze structuur is het waarnemen van de kleinste golfjes in het bovenste filmlaagje van het water. De antennes spelen een belangrijke rol in de oriëntatie van de kever; tijdens het zwemmen worden met de antennes mogelijke prooien en obstakels gedetecteerd zoals langs zwemmende soortgenoten.
De antennes zijn relatief kort en hebben een duidelijk verdikt uiteinde. Het uiteinde van de antennes is bij de meeste insecten voorzien van een fluweelachtige, dichte beharing die vele chemosensorische cellen bevat om onder andere feromonen op te sporen. Bij de schrijvertjes zijn de uiteinden van de antennes grotendeels of geheel onbehaard.
Het schild dat de kop beschermt wordt het kopschild of vertex (3) genoemd. De kop wordt aan de achterzijde gedeeltelijk omgeven door het halsschild of pronotum (4) van het achtergelegen borststuk. De plaat aan de voorzijde van de kop wordt wel het 'gezicht' of clypeus (5) genoemd. Het bovenste kaakdeel of labrum (6) wordt de bovenlip genoemd. De labiale palpen (7) zijn kleine gelede uitsteeksels van de mond die een chemosensorische functie hebben. De werkelijke monddelen bestaan uit de kaken of mandibels (8) die het voedsel verkleinen. De kaken zijn voorzien van twee boventasters (maxillaire palpen) en twee onderste tasters (labiale palpen). De tasters dienen om het voedsel te proeven en in de bek te manoeuvreren. De maxillaire palpen bestaan altijd uit vier segmenten, terwijl de labiale palpen altijd zijn opgebouwd uit drie segmenten.
De onderzijde van de kop wordt beschermd door een chitineuze plaat die het prosternum (10) wordt genoemd. Hierachter begint het borststuk en is het heup of coxa (11) van de voorpoot gepositioneerd.

### Borststuk

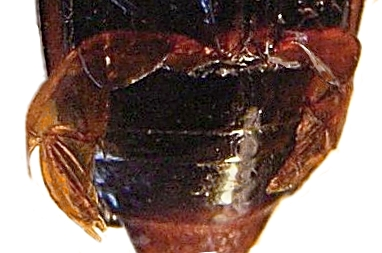
Aangepaste zwempoten, hier de achterpoten, van een schrijvertje.

Het borststuk bestaat uit drie segmenten, die bij schrijvertjes zwaar bepantserd zijn. Ieder borststuksegment draagt een paar poten en de twee achterste segmenten draagt ieder een paar vleugels.
De poten van alle schrijvertjes zijn sterk gespecialiseerd en het eerste potenpaar wijkt af van de laatste twee. De voorpoten zijn typisch insectachtig en bestaan uit duidelijk te onderscheiden geledingen. De poot is aan het lichaam bevestigd met de heup of coxa, gevolgd door een dij (femur) en een scheen (tibia). Het laatste pootsegment wordt de tarsus genoemd. Dit is het enige deel van de poot dat zelf ook uit verschillende geledingen bestaat. De voorpoten hebben een typische roofinsectachtige bouw, de poten zijn lang en beweeglijk en zijn verbreed aan de voorzijde om prooien te grijpen. De voorzijde van de verbreding draagt bij de mannetjes een groot aantal zeer kleine zuignapjes. Deze spelen een rol bij de paring, zie ook onder voortplanting. De voorpoten spelen, in tegenstelling tot de achterste twee potenparen, geen rol bij het zwemmen. De tarsi bestaan altijd uit vijf geledingen, ook bij het middelste en achterste potenpaar. De tarsi van de voorste poten dragen bij de meeste insecten kleine haarkransjes, die dienen om vuil van de antennes te verwijderen. Bij de schrijvertjes ontbreken dergelijke structuren.
Het middelste en achterste potenpaar hebben een geheel andere vorm dan de voorpoten. Ze zijn veel korter en hebben een duidelijke verbreding, die wordt gevormd door vele kleine haartjes. Deze verbreding vergroot het pootoppervlak en dient om beter te zwemmen. Dergelijke verbrede poten komen ook voor bij andere waterinsecten, zoals de bootsmannetjes. Bij de schrijvertjes zijn de achterste poten sterker aangepast dan de middelste poten.
Net als de meeste kevers hebben de schrijvertjes een scutellum, een klein driehoekig schildje dat aan de voorzijde tussen de dekschilden is gepositioneerd. Het is een uitgroeisel van het achterste bovenste borststuksegment. Bij de soorten uit de geslachten Gyretes en Dineutus wordt het schildje aan het zicht onttrokken door de dekschilden of het halsschild, zodat ze gemakkelijk te onderscheiden zijn van de andere groepen.
Schrijvertjes hebben verharde vleugels aan de bovenzijde van het lichaam en hieronder zijn de vliesachtige vleugels gelegen. De verharde vleugels dienen ter bescherming en zijn aan de bovenzijde van het middelste borststuksegment gelegen, het mesopronotum. Deze vleugels worden wel de voorvleugels genoemd, omdat het enige andere vleugelpaar erachter is gelegen, op het derde borststuksegment. Bij kevers worden deze vleugels ook wel dekschilden of elytra genoemd. Bij alle schrijvertjes zijn de dekschilden en het lichaam bruin tot zwart van kleur, vaak met een groene tot blauwe metaalachtige glans. De dekschilden zijn verhard en hebben een gestroomlijnde vorm. De dekschilden bedekken niet het gehele achterlijf, een deel van het laatste achterlijfssegment is altijd zichtbaar.
Bij veel soorten zijn de dekschilden voorzien van kleine rijen putjes. De meeste soorten hebben geen beharing aan de dekschilden of het halsschild, maar er zijn uitzonderingen. Soorten uit het geslacht Orectochilus hebben een fijne beharing op de dekschilden. Soorten uit het geslacht Gyretes hebben een rand van fijne haartjes rondom de dekschilden en het halsschild. De dekschilden zijn bij vrijwel alle soorten uniform gekleurd, maar ook hier zijn weer enkele groepen die afwijken. Een aantal soorten uit het geslacht Aulonogyrus heeft een gele rand aan de dekschilden. Dit doet enigszins denken aan de geelgerande watertorren.
De achtervleugels zijn niet verhard maar juist dun en vliesachtig, ze zijn transparant en hebben meestal een gelige tot bruinige kleur. De achtervleugels zijn groter dan de voorvleugels en worden in rust opgevouwen onder de dekschilden. De achtervleugels dienen om te vliegen, wat schrijvertjes alleen doen als de levensomstandigheden niet optimaal zijn. Ze tillen de dekschilden op voor de achtervleugels worden uitgevouwen, dan pas kan de kever vliegen. De achtervleugels vertonen in tegenstelling tot de voorvleugels een duidelijke adering. Deze aderen komen tezamen en de tussenliggende ruimtes worden de vleugelcellen genoemd. De configuratie van deze vleugelcellen is per orde van insecten uniek. De schrijvertjes hebben een op een veermechaniek gelijkende structuur in de vleugeladeren om deze te ontvouwen, in tegenstelling tot andere verwante groepen van kevers, die de vleugels met behulp van strengen aan de tergieten of aan de dekschilden de vleugels uitklappen.

### Achterlijf

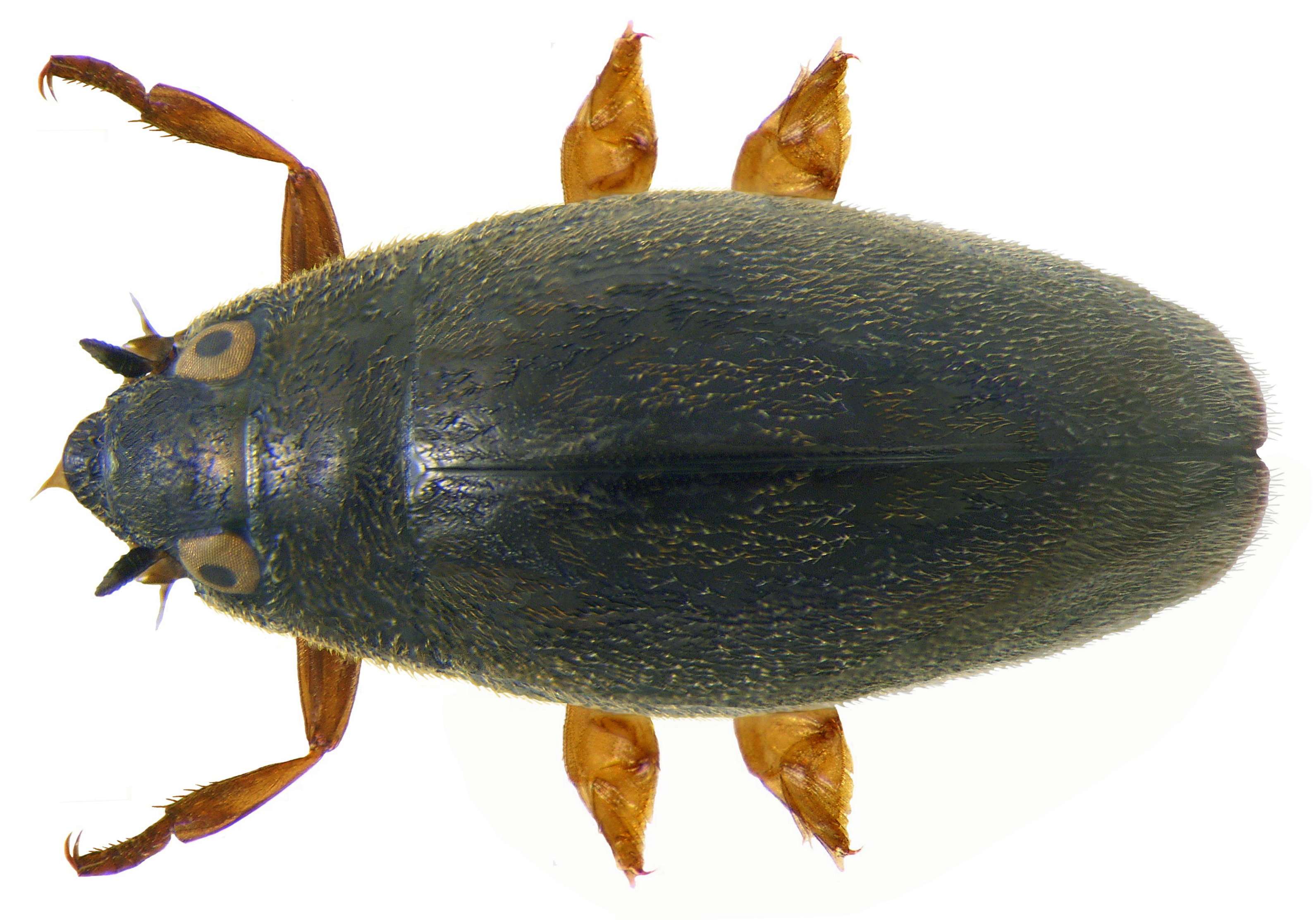
Het harig schrijvertje (Orectochilus villosus) heeft een gele lichaamsbeharing.

Het achterlijf is gesegmenteerd, maar dit is door de aanwezigheid van de dekschilden alleen aan de onderzijde te zien. Alleen een deel van het laatste segment steekt aan de achterzijde uit. Het achterlijf is bij schrijvertjes relatief kort. De verschillende achterlijfssegmenten worden zowel aan de boven- als onderzijde beschermd door chitineuze platen. De platen aan de buikzijde worden sternieten genoemd en die aan de bovenzijde tergieten. Bij de schrijvertjes wordt de eerste buikplaat altijd door de aanhechting van de achterste poten in twee of drie delen verdeeld.
Aan de achterzijde van het achterlijf, op het tiende en laatste segment, is een gepaarde klier aanwezig. Deze klier wordt de pygidale klier genoemd en scheidt bij gevaar een melkachtige stof af die als afschrikking werkt op vijanden. De door de kever geproduceerde vloeistof smaakt vies. In de afscheiding van de kevers zijn verscheidene terpenen aangetroffen in zoals sesquiterpenen en norsesquiterpenen. Bij sommige soorten ruikt de afscheiding naar rijpe appels, zoals bekend is van de soort Dineutes americanus. Deze kever wordt hierdoor in andere talen wel 'appelkever' genoemd.
De achterlijfspunt steekt bij veel soorten wat uit en valt op als de dieren duiken en zich een luchtbel om de achterlijfspunt vormt. De achterlijfspunt draagt de voortplantingsorganen. Deze bestaan bij zowel mannetjes als vrouwtjes uit twee uitsteekseltjes aan weerszijden van het achterlijf. Deze worden de parameren genoemd. De parameren zijn vaak zichtbaar als twee kleine steeltjes aan weerszijden van de achterlijfspunt. Bij de vrouwtjes zijn deze twee uitsteeksels het enige extern zichtbare deel van het geslachtsapparaat. De mannetjes hebben daarnaast een in het midden gelegen geslachtsdeel, genaamd de aedeagus. Dit is een met de penis vergelijkbare structuur die dient om de zaadcellen over te brengen. De aedeagus wordt door mannelijke schrijvertjes ook gebruikt als roer.

### Onderscheid met andere groepen
Op het wateroppervlak zwemmende schrijvertjes zijn met geen enkele andere groep van kevers te verwarren. Een op het land geraakte kever is door de korte poten gemakkelijk te herkennen aan de onhandige manier van lopen. Gelijkende groepen van kevers - met een donker lichaam en een ronde tot ovale vorm zijn bijvoorbeeld loopkevers en deze zijn juist erg snel op het land. In water levende kevers zoals de geelgerande watertor worden aanmerkelijk groter en zijn door hun lengte alleen al goed te onderscheiden.
De larven van schrijvertjes zijn lastig te onderscheiden van die van sommige andere waterkevers. De belangrijkste kenmerken zijn het voorkomen van één paar lange abdominale kieuwen op iedere zijde van elk achterlijfssegment, vier kieuwen aan het achtereinde van het lijf en ten slotte de achterlijfspunt die vier korte haakjes draagt. De larven hebben in vergelijking met andere waterkeverlarven een relatief diepe insnoering tussen de verschillende lichaamssegmenten.

## Levenswijze
Schrijvertjes leven van andere dieren en hebben verschillende vijanden. Ze paren al zwemmend op het water, de vrouwtjes zetten de eieren af op onderwaterplanten. De larven leven onder water en vervellen een aantal keer voor de verpopping plaatsvindt. Ze kruipen aan land als ze volledig zijn ontwikkeld. De pop ontwikkelt zich op het land. Er wordt een cocon gemaakt, waarin de pop zich ontwikkelt. Hieruit kruipt de volwassen kever.
Alle soorten kunnen uitstekend zwemmen, duiken en ook vliegen. Ze zijn moeilijk te vangen door vijanden. Alle soorten leven in kleine groepjes van enkele tientallen exemplaren en ondanks de onregelmatige bewegingen blijven de individuen steeds bij elkaar.

### Voedsel en vijanden
Volwassen kevers zijn carnivoor en aaseters. Ze eten diertjes die op het wateroppervlak terechtkomen, maar niet kunnen zwemmen. Dergelijke prooien worden door een hele groep belaagd, zodat er binnen korte tijd weinig meer van over is. De larven van muggen zijn een belangrijke prooi, deze muggenlarven leven vlak onder het wateroppervlak en drijven vaak tegen de bovenste waterfilm om te ademen. Daarnaast worden dode diertjes die op het water drijven gegeten.
De wormachtige larven van schrijvertjes zijn eveneens roofzuchtig, ze eten kleine diertjes met een zacht lichaam zoals wormen, rode muggenlarven of nimfen van waterjuffers. Daarnaast worden wel plantendelen gegeten. De larven hebben zogenaamde abdominale kieuwen aan het achterlijf en kunnen hierdoor permanent onder water leven. Ze hoeven geen adem te halen aan de oppervlakte, zoals larven van sommige andere soorten waterkevers. Ze leven op de bodem en jagen tussen de bladeren en waterplanten.
Schrijvertjes worden gegeten door vissen en andere roofdieren. Ze hebben niet zoveel vijanden als andere waterkevers omdat ze moeilijk te grijpen zijn en ze een smerige smaakstof afscheiden, zie onder het kopje achterlijf.

### Voortbeweging
Schrijvertjes kunnen zich in grote groepen op het wateroppervlak bevinden terwijl ze zwemmend cirkelvormige bewegingen maken. De bovenzijde van het lichaam komt bij het zwemmen niet in contact met het water en is voorzien van een waterafstotende laag. De onderzijde van het lichaam komt wel in contact met het water. Dit in tegenstelling tot andere op het wateroppervlak levende insecten, waarvan alleen de onderzijde van de poten waterafstotend zijn, zoals schaatsenrijders en de vijverloper. Het lichaam van dergelijk insecten komt niet in contact met het water. Schrijvertjes vergroten hun drijfvermogen door middel van een afscheiding van de achterlijfsklieren. Deze maken een vetachtige stof aan die het drijfvermogen verhoogt en zo het zwemmen vergemakkelijkt.
Schrijvertjes glijden snel over het water, maar botsen hierbij nooit met soortgenoten. Bij een lage snelheid worden alleen de middelste poten gebruikt om te zwemmen. Na verstoring zwemmen ze aanzienlijk sneller en hierbij worden beide potenparen gebruikt. Ondanks de hogere snelheid weten ze ook dan feilloos soortgenoten te ontwijken. Ondanks het feit dat ze snel zwemmen en hierbij onregelmatige bewegingen maken, blijven de schrijvertjes in groepjes bij elkaar. Ze maken waarschijnlijk gebruik van kenmerken van de ondergrond onder water of van objecten op de oever om bij elkaar te blijven.
De kevers maken tijdens het zwemmen op het water gebruik van de tot roeiorganen omgevormde middelste en achterste potenparen. De kevers houden hun antennes zo dat ze zich precies in de bovenste waterfilm bevinden. De kever veroorzaakt bij het zwemmen een ondiep kuiltje in het water dat kan worden opgemerkt door andere schrijvertjes. Hierdoor kan een aankomende soortgenoot worden opgemerkt en op tijd een ontwijkende beweging worden gemaakt.
De bewegingsfrequentie van de midden- en achterpootjes is hoog, de kever kan de poten 50 tot 60 keer bewegen per seconde. Van het slootschrijvertje ( Gyrinus substriatus) is bekend dat een snelheid van 24 centimeter per seconde bereikt kan worden. Dit komt neer op ongeveer 0,85 kilometer per uur en de schrijvertjes zijn hiermee een van de snelst bekende zwemmende insecten.
Over de sierlijke manier van zwemmen van de kever schreef Guido Gezelle in 1857 het gedicht Het Schrijverke. Gezelle schreef onder andere:

Gy leeft en gy roert en gy loopt zoo snel,
Al zie 'k u noch arrem noch been.

Schrijvertjes kunnen bij gevaar razendsnel onder water duiken, waar ze zich met de poten aan het substraat op de bodem van het water hechten tot het gevaar geweken is. Ze kunnen enige tijd ondergedoken blijven doordat de kever een luchtbel op het achterlijf meedraagt. Net als alle kevers kan een volwassen schrijvertje onder water niet ademen, de kever kan alleen zuurstof onttrekken uit lucht. Door een kleine voorraad lucht vast te houden in de vorm van een belletje kan de kever onder water toch ademhalen. Vaak is het kleine luchtbelletje goed zichtbaar bij ondergedoken exemplaren.
Schrijvertjes zijn ten slotte ook uitstekende vliegers, ze vliegen alleen 's nachts en worden overdag zelden vliegend gezien. Ze zullen alleen vliegen als de omstandigheden ongunstig zijn. Vijverbezitters die de kevers in de sloot vangen en in de vijver stoppen hebben daarom maar korte tijd om ze te bestuderen als de omstandigheden in de vijver niet ideaal zijn.

### Voortplanting en ontwikkeling
De paring vindt plaats in het water, op het wateroppervlak. Tijdens de paring zitten de dieren op elkaar, het mannetje boven. Omdat de kevers een glad oppervlak hebben, zijn de mannetjes in het bezit van kleine zuignapjes onder de voorpoten. De zuignapjes zijn zeer klein en zijn niet met het blote oog te zien. Ze zijn verspreid over de voorzijde van alle vijf de tarsusleden. Ze dienen om het vrouwtje vast te houden tijdens de paring. Dergelijke structuren komen ook voor bij andere waterkevers, zoals de geelgerande watertor.
De kevers zijn eierleggend en zetten de eieren onderwater af op waterplanten op enige centimeters van het wateroppervlak. De eieren worden vaak in groepjes afgezet. De eieren zijn wit van kleur en langwerpig van vorm. Als de eieren op uitkomen staan kleuren ze donkerder waarbij delen van de larven zichtbaar worden.

#### Larve

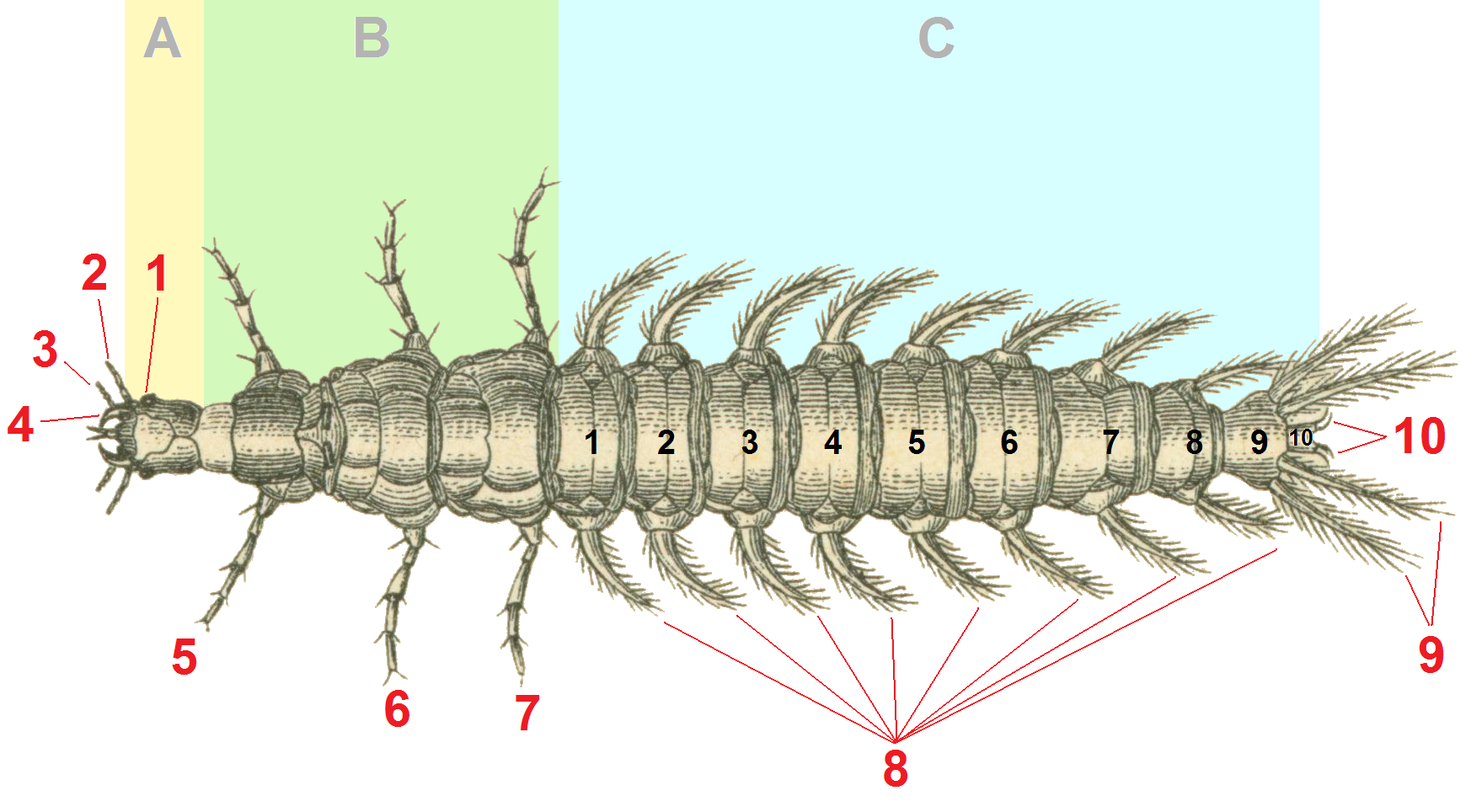
Lichaamsdelen van een larve, afgebeeld is Aulonogyrus striatus.

Schrijvertjes kennen een volledige gedaanteverwisseling (metamorfose) en zien er als larve heel anders uit dan een volwassen exemplaar. De larven hebben een wormachtig lichaam door hun langgerekte vorm, ze bestaan net als de volwassen kevers uit een kop (A), een borststuk (B) en een achterlijf (C).
De ogen (1) van de larven zijn erg basaal en bestaan uit enkele zogenaamde puntoogjes of ocelli aan iedere weerszijde van de kop. De kop draagt kleine antennes (2). De kop wordt beschermd door een chitineus omhulsel, dat het kopkapsel wordt genoemd. Het bovenste deel van de 'bek', het labrum of bovenlip, is vergroeid met het kopkapsel. Aan het labrum zijn de labiala palpen (3) gelegen die een tastzintuiglijke functie hebben. De larven hebben korte, sikkelvormige kaken (4) waarmee ze prooien uitzuigen, ze zijn voornamelijk carnivoor.
De larven hebben drie gelede potenparen aan het borststuk aan de voorzijde van het lichaam. De larven hebben een voorste (5), middelste (6) en achterste (7) paar poten. De drie potenparen lijken sterk op elkaar in tegenstelling tot de peddelachtige voor- en achterpoten maar langwerpige voorpoten van de volwassen kevers. Deze zesledige poten van de larven hebben geen gelede tarsi, ze zijn voorzien van twee kleine haakjes aan de uiteinden.

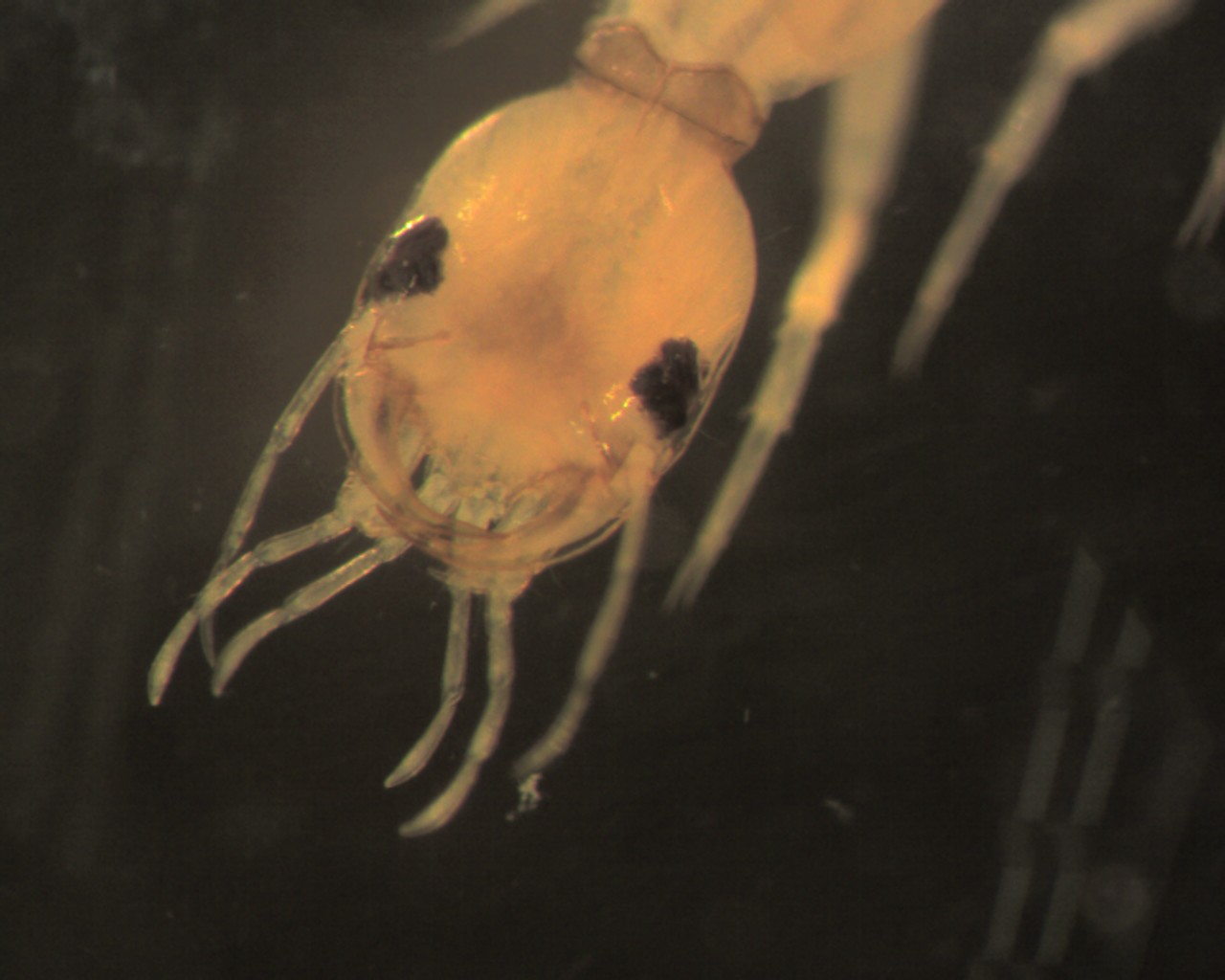
Kop van de larve met duidelijk zichtbare ocelli (donkere plekken), antennes (voor de ocelli), maxillaire palpen (buitenste voorste paar), labiale palpen (binnenste paar) en mandibels (gekromde structuren voor de kop).

Het achterlijf telt tien segmenten die ongeveer gelijk van vorm zijn. Op de afbeelding zijn de segmenten genummerd in het zwart. De borststuksegmenten zijn vaak voorzien van beschermende platen, de achterlijfssegmenten niet. Aan het achterlijf zijn aan de zijkanten (lateraal) draadachtige structuren aanwezig die doen denken aan poten. Het zijn de ademhalingsorganen of kieuwen (8) die de larve ertoe in staat stellen om zuurstof uit het water op te nemen. Dergelijke kieuwen zijn enkelvoudig aanwezig op de eerste acht achterlijfssegmenten, gezien vanaf de kop. Op het negende segment zijn bij een aantal soorten twee paar van dergelijke kieuwdraden aanwezig (9). Veel vergelijkbare keverlarven hebben een paar zogenaamde urogomphi (ook wel pseudocerci) aan het achterlijf op het negende segment, maar deze ontbreken altijd bij de larven van schrijvertjes.
Aan het uiteinde van het achterlijf, op het tiende segment, zijn twee paar kleine haakjes (10) aanwezig. De haakjes worden waarschijnlijk gebruikt om zich te ankeren aan waterplanten. Aan de kop van de larven zijn labiale palpen aanwezig die bestaan uit drie segmenten.
De larven leven onder water op de bodem en eten kleine diertjes, zie onder voedsel. De larven vervellen een aantal keer en kennen twee of drie stadia, deze volgen elkaar op na iedere vervelling. De larven zijn veel slanker dan de volwassen kevers en worden aanzienlijk langer, ze kunnen een lichaamslengte bereiken tot twee centimeter.

Larve en larven van andere waterkevers
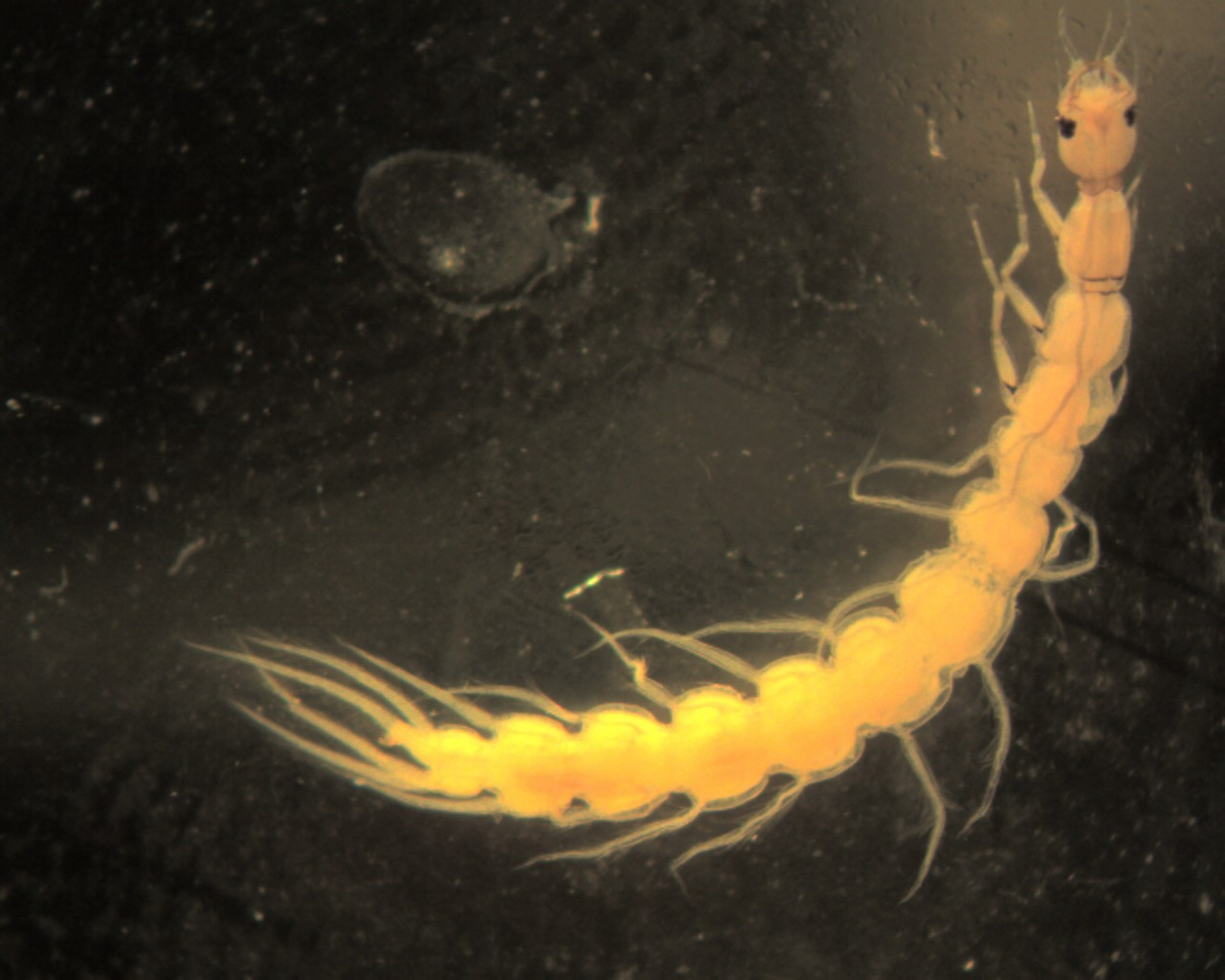
Lichaam van een schrijvertje met zichtbare kieuwdraden.
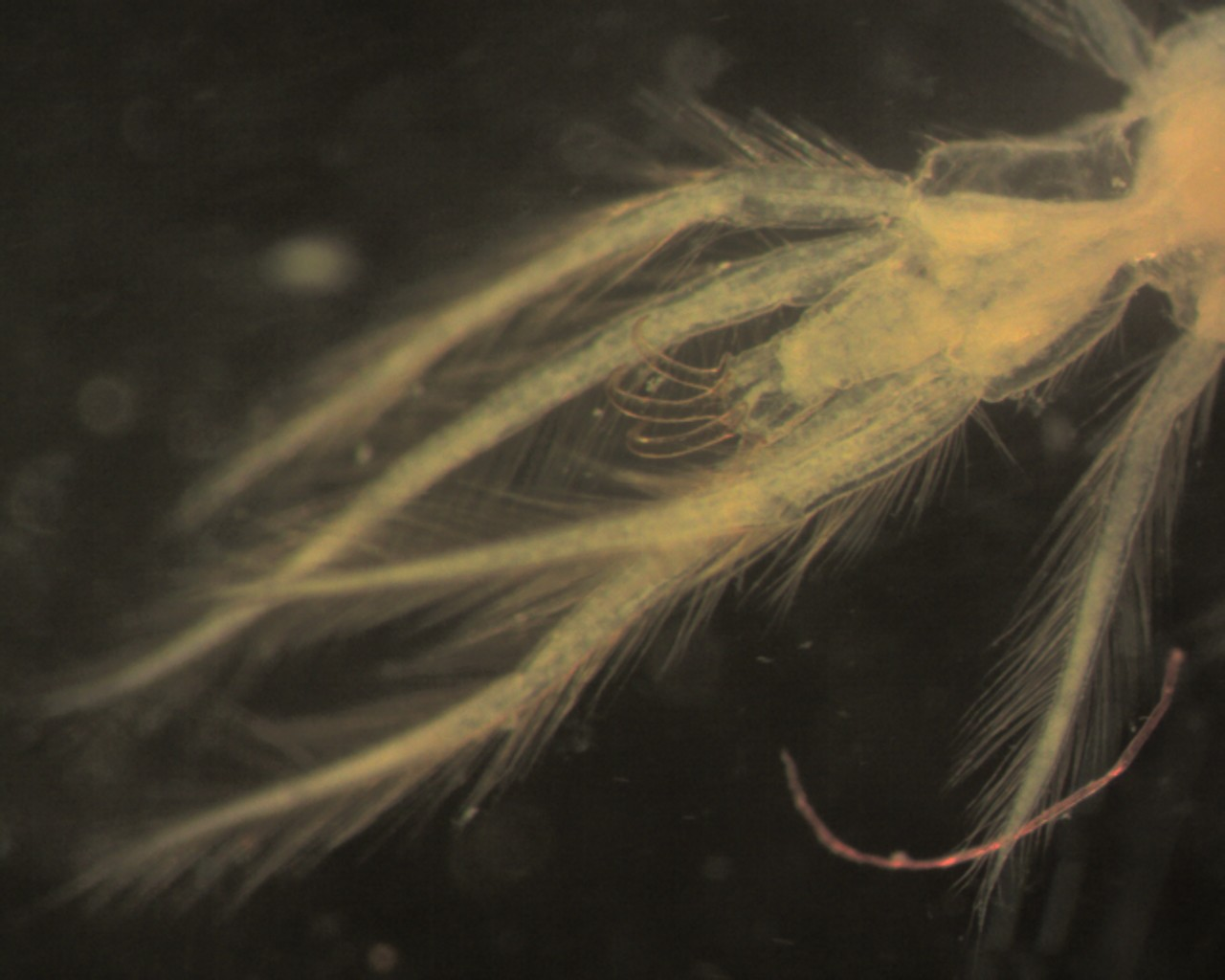
De vier achterlijfshaakjes zijn in het midden van de afbeelding zichtbaar.
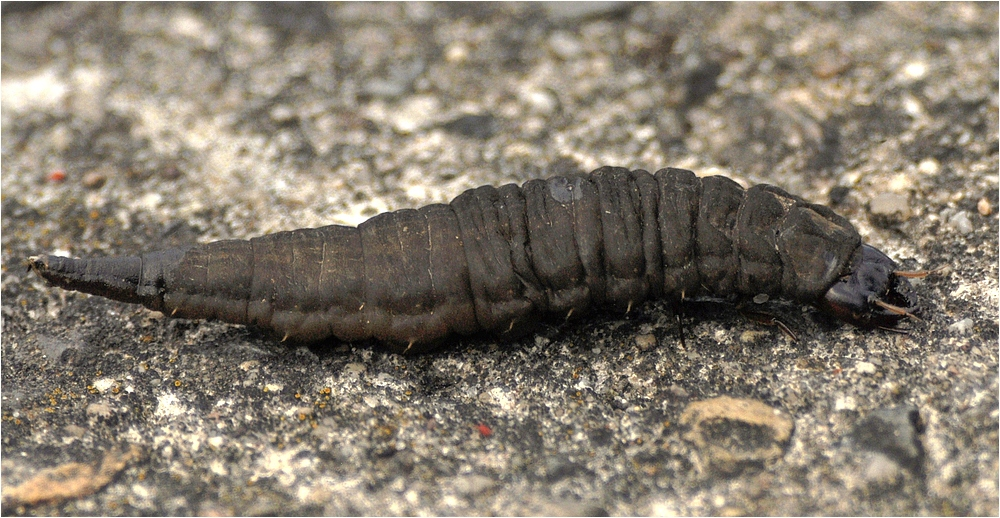
Larve spinnende watertor; flauwe segmentinsnoeringen.
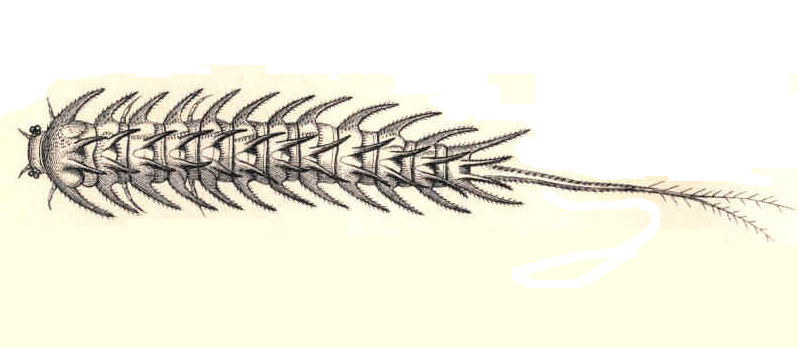
Larve van een watertreder; één paar aanhangsels.

### Pop
Als de larve volledig is ontwikkeld vindt de verpopping plaats. Hiertoe kruipt de larve eerst op het land, in het water kan de pop niet aan zuurstof komen. De larve neemt een hoopje modder mee op de rug als ze uit het water kruipt. Eenmaal op de oever kruipt de larve in het hoopje en hiervan maakt hij een cocon. Bij sommige soorten kruipt de larve op een stengel van een plant, waar vervolgens de modder op wordt afgezet en de larve er hier een cocon van maakt.
De pop zelf, die zich in de cocon bevindt, is wit van kleur, de pop is iets korter dan de volwassen kever. De pop is gemakkelijk van de pop van andere insecten te onderscheiden door met name de 'dubbele' ogen en de aangepaste middelste en achterste poten die al goed te zien zijn. Tijdens de metamorfose wordt het lichaam van de larve getransformeerd tot een volwassen kever, waarbij het lichaam korter en breder wordt. Ook worden tijdens dit proces de vleugels en achterlijfsorganen ontwikkeld. Het popstadium duurt ongeveer één tot twee weken bij een temperatuur van 20 graden Celsius. Kleinere soorten hebben een korter popstadium dan de grotere soorten. Uit de pop kruipt een volwassen kever die vervolgens overwintert op de bodem van het water. Het eerstvolgende jaar begint de cyclus opnieuw.

## Taxonomie en indeling
Schrijvertjes vormen een betrekkelijk kleine familie in vergelijking met andere kevergroepen. Er zijn ongeveer 700 moderne soorten, daarnaast zijn er vele uitgestorven soorten ontdekt. De familie wordt verdeeld in verschillende onderfamilies. Schrijvertjes zijn het meest verwant aan de familie waterroofkevers (Dytiscidae).
Schrijvertjes zijn een van de meest onderzochte groepen van kevers. Dit komt door hun hoge mate van apomorfie; ze hebben kenmerken die bij geen enkele andere kever voorkomen maar ook niet bij de voorouders van kevers. Schrijvertjes hebben zich binnen relatief korte tijd tot een heel specialistische en anatomisch afwijkende groep van kevers ontwikkeld. De schrijvertjes onderscheiden zich van andere insecten door hun duidelijk in tweeën verdeelde facetogen, de apart gebouwde antennes, de sterk aangepaste middelste en achterste poten en ten slotte de gespecialiseerde achterlijfsklieren.

### Lijst van families en geslachten

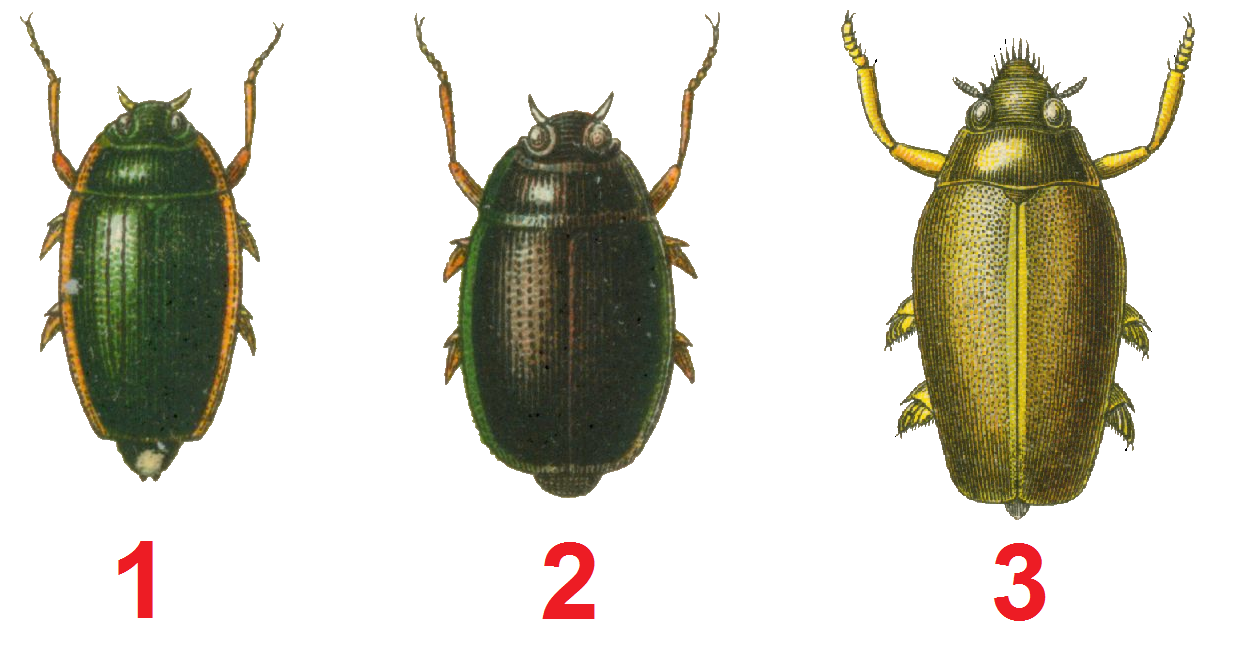
Verschillende soorten schrijvertjes:
1 = Aulonogyrus striatus
2 = Gyrinus urinator
3 = Harig schrijvertje (Orectochilus villosus)

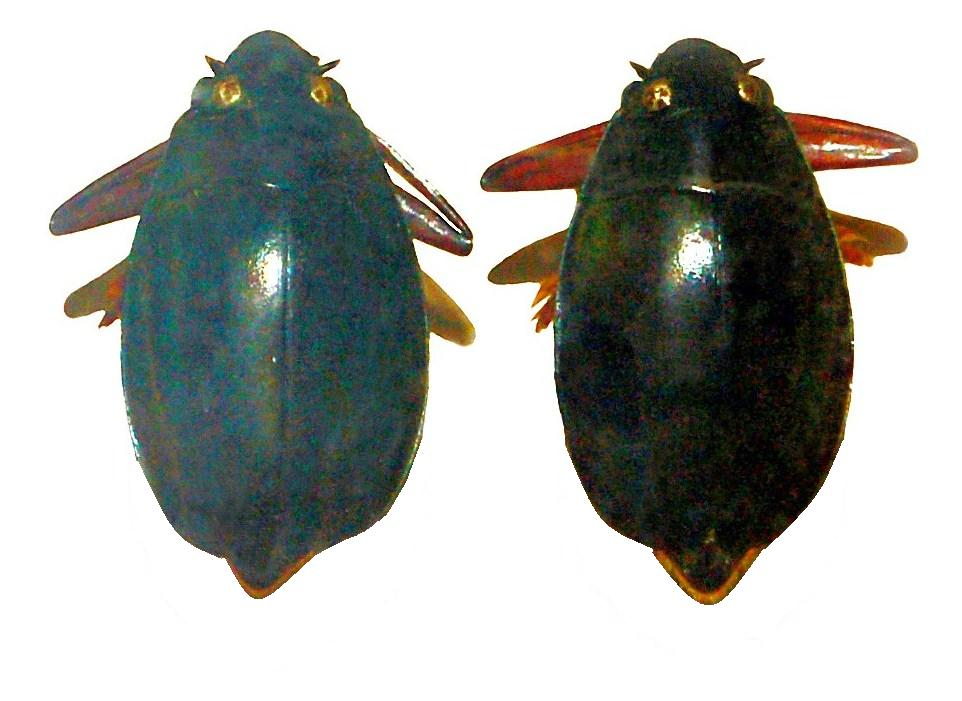
Dineutus loriae uit Nieuw-Guinea.

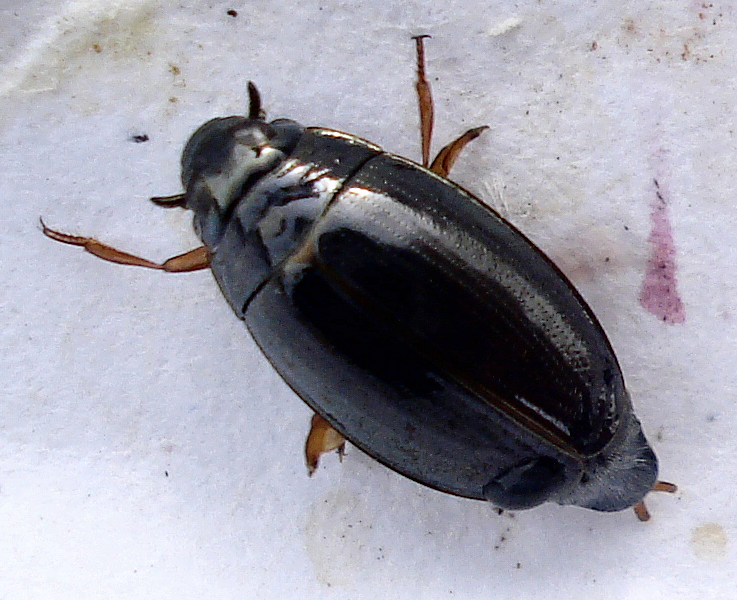
Het (gewone) schrijvertje (Gyrinus natator) is een van de bekendste soorten in Nederland.

Onderstaand een indeling van de schrijvertjes in verschillende groepen zoals onderfamilies en geslachten. De geslachten zijn verdeeld in hogere groepen die tribus worden genoemd. Er zijn twee onderfamilies en 24 geslachten, waarvan zes geslachten alleen als fossiel bekend zijn en reeds lange tijd zijn uitgestorven.
De familie is als volgt onderverdeeld:
- Onderfamilie Spanglerogyrinae Folkerts, 1979
  - Geslacht Spanglerogyrus Folkerts, 1979
- Onderfamilie Gyrininae Latreille, 1810
  - Tribus Enhydrini Régimbart, 1882
    - Subtribus Dineutina Desmarest, 1851
      - Geslacht Dineutus MacLeay, 1828

    - Subtribus Enhydrina Régimbart, 1882
      - Geslacht Andogyrus Ochs, 1924
      - Geslacht Enhydrus Laporte de Castelnau, 1834
      - Geslacht Macrogyrus Régimbart, 1883

  - Tribus Gyrinini Latreille, 1810
    - Subtribus Gyrinina Latreille, 1810
      - Geslacht Anagyrinus Handlirsch, 1906
      - Geslacht Aulonogyrus Motschulsky, 1853
      - Geslacht Gyrinoides Motschulsky, 1856
      - Geslacht Gyrinopsis Handlirsch, 1906
      - Geslacht Gyrinulopsis Handlirsch, 1906
      - Geslacht Gyrinus Müller, 1764
      - Geslacht Metagyrinus Brinck, 1955

    - Subtribus Heterogyrina Brinck, 1956
      - Geslacht Heterogyrus Legros, 1953

  - Tribus Orectochilini Régimbart, 1882
    - Geslacht Gyretes Brullé, 1835
    - Geslacht Orectochilus Dejean, 1833
    - Geslacht Orectogyrus Régimbart, 1884
- Onderfamilie Incertae sedis
  - Geslacht Angarogyrus Ponomarenko, 1977
  - Geslacht Avitortor  † Ponomarenko, 1977
  - Geslacht Baissogyrus  † Ponomarenko, 1973
  - Geslacht Cretotortor  † Ponomarenko, 1973
  - Geslacht Mesodineutes  † Ponomarenko, 1977
  - Geslacht Mesogyrus  † Ponomarenko, 1973
  - Geslacht Miodineutes  † Hatch, 1927
  - Geslacht Protogyrinus Hatch, 1927

## Schrijvertjes in de cultuur
- Het schrijvertje en het slootschrijvertje worden genoemd als inspiratie voor Het Schrijverke, het beroemde gedicht van Guido Gezelle uit 1857. Will Ferdy bewerkte dit in 1960 tot het lied Het Schrijverke.
- Het schrijvertje komt ook ter sprake in ‘Als een vrouw ouder wordt’ van J.M. Coetzee (2004), vertaald door Peter Bergsma (2008). Opvallend is dat bij Coetzee, net als bij Guido Gezelle, het schrijvertje de naam van God schrijft. “Het schrijvertje denkt dat hij alleen maar op voedsel jaagt, terwijl in werkelijkheid zijn bewegingen telkens opnieuw het mooiste van alle woorden op het oppervlak van de vijver schrijven, de naam van God.” (p. 21 in de vertaling door P. Bergsma)
- Diverse organisaties zijn naar schrijvertjes genoemd, onder andere:
  - In Apeldoorn is een basisschool vernoemd naar dit diertje: Gereformeerde Basisschool 't Schrijvertje
  - Het opleidingsschip van de Hogere Zeevaartschool Amsterdam is ook genoemd naar dit beestje. Het schip werd voorheen gebruikt voor de opleiding hydrografie, waarbij (net als de draaikever) zowel onder als boven water kan worden gekeken.
  - Op de Vrije Universiteit in Amsterdam is er een faculteitsvereniging voor Biomedische wetenschappen, Biologie en Gezondheidwetenschappen naar vernoemd: Gyrinus natans.